# Patrimoine canadien
« Ministère du Patrimoine » redirige ici. Pour le ministère israélien, voir Ministère du Patrimoine (Israël).

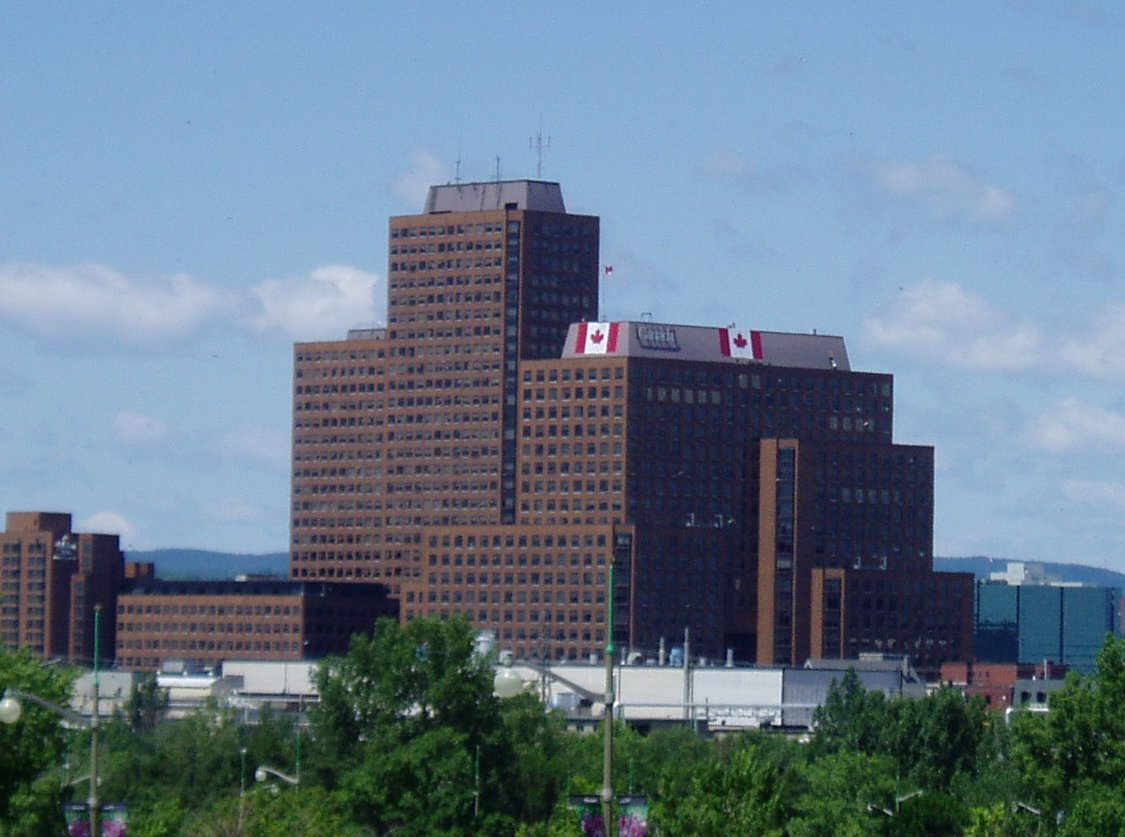
Terrasses de la Chaudière a le siège du ministère

Patrimoine canadien (nom légal : Ministère du Patrimoine canadien) est un ministère fédéral du Canada.
Le ministre actuel est Steven Guilbault.
Patrimoine canadien est situé dans le complexe gouvernemental des Terrasses de la Chaudière à Gatineau, au Québec. On considère en particulier comme patrimoine canadien ou trésor national, les œuvres des grands artistes modernes ainsi que celles de certains contemporains dans le but de protéger la culture canadienne.
Il a son siège dans l'Édifice Jules Léger (Sud) (Jules Léger Building (South)).

## Historique
Le ministère a été créé le 25 juin 1993 par Kim Campbell dans un effort de rationalisation des ministères fédéraux. Le ministère du Patrimoine canadien rassemble des responsabilités auparavant dévolues à des multitudes de ministères dans les domaines des langues officielles, des arts et de la culture, de la radiodiffusion et de la communication, et du sport amateur. La nouvelle structure est confirmée le 6 novembre 1993 par Jean Chrétien lors de la formation de son cabinet après les élections fédérales de 1993.
En 1994 le ministère obtient la responsabilité du service canadien des parcs (ce qui sera le cas jusqu'en 2003).

## Organismes relevant de Patrimoine canadien

### Organismes spéciaux
- Institut canadien de conservation (en) ;
- Réseau canadien d'information sur le patrimoine ;
- Commission des champs de bataille nationaux.

### Organismes de ressources humaines
- Commission de la fonction publique
- Commission des relations de travail dans la fonction publique
- Tribunal de la dotation de la fonction publique
- Tribunal de la protection des fonctionnaires divulgateurs d'actes répréhensibles

### Sociétés d'État
- Centre national des Arts
- Conseil des Arts du Canada
- Musée canadien de la nature
- Musée canadien de l'immigration du Quai 21
- Musée canadien des droits de la personne
- Musée des beaux-arts du Canada
- Office national du film du Canada
- Société du Musée canadien des civilisations
- Société du Musée des sciences et de la technologie du Canada
- Société Radio-Canada
- Téléfilm Canada

### Tribunal administratif
- Commission canadienne d'examen des exportations de biens culturels